# تشيونغ ياو
تشيونغ ياو (بالصينية: 瓊瑤) (20 أبريل 1938 - 4 ديسمبر 2024)، الاسم المستعار لتشن تشي (陳喆)، هي كاتبة روائية ومنتجة سينمائية تايوانية. تُعتبر من أشهر كاتبات الروايات الرومانسية في العالم، وتم تحويل رواياتها إلى أكثر من 100 فيلم ودراما تلفزيونية.

## حياتها
وُلدت باسم تشن تشي في مدينة تشنغدو بمقاطعة سيتشوان في الصين عام 1938م وانتقلت إلى تايوان مع والديها عام 1949م.
نشرت، تحت الاسم المستعار تشيونغ ياو، سلسلة من الروايات الرومانسية الشعبية منذ ستينيات من القرن العشرين.

## وفاتها
ماتت تشيونغ ياو يوم 4 ديسمبر 2024 في مدينة تايبيه الجديدة عن عمر ناهز السادسة والثمانين. عُثر على جثتها منتحرةً في مسكنها وفقًا للشرطة المحلية وإدارة الإطفاء.

## روابط خارجية
- الموقع الرسمي لتشيونج ياو
- تشيونغ ياو على موقع IMDb (الإنجليزية)
- تشيونغ ياو على موقع ميوزك برينز (الإنجليزية)
- تشيونغ ياو على موقع ديسكوغز (الإنجليزية)
- تشيونغ ياو على موقع قاعدة بيانات الفيلم (الإنجليزية)